# Madison (Misisipi)
Madison es una ciudad del Condado de Madison, Misisipi, Estados Unidos. Según el censo de 2000 tenía una población de 14.692 habitantes y una densidad de población de 420.8 hab/km².

## Demografía
Según el censo de 2000, había 14.692 personas, 5.189 hogares y 4.249 familias residiendo en la localidad. La densidad de población era de 420,8 hab./km². Había 5.316 viviendas con una densidad media de 152,3 viviendas/km². El 93,23% de los habitantes eran blancos, el 4,89% afroamericanos, el 0,07% amerindios, el 1,20% asiáticos, el 0,03% isleños del Pacífico, el 0,18% de otras razas y el 0,40% pertenecía a dos o más razas. El 0,69% de la población eran hispanos o latinos de cualquier raza.
Según el censo, de los 5.189 hogares en el 48,5% había menores de 18 años, el 73,0% pertenecía a parejas casadas, el 7,4% tenía a una mujer como cabeza de familia, y el 18,1% no eran familias. El 16,3% de los hogares estaba compuesto por un único individuo, y el 5,0% pertenecía a alguien mayor de 65 años viviendo solo. El tamaño promedio de los hogares era de 2,81 personas y el de las familias de 3,17.
La población estaba distribuida en un 31,2% de habitantes menores de 18 años, un 4,1% entre 18 y 24 años, un 35,1% de 25 a 44, un 21,1% de 45 a 64, y un 8,5% de 65 años o mayores. La media de edad era 36 años. Por cada 100 mujeres había 93,3 hombres. Por cada 100 mujeres de 18 años o más, había 88,9 hombres.
Los ingresos medios por hogar en la localidad eran de 71.266 dólares ($), y los ingresos medios por familia eran 77.202 $. Los hombres tenían unos ingresos medios de 54.358 $ frente a los 34.081 $ para las mujeres. La renta per cápita para la ciudad era de 29.082 $. El 2,5% de la población y el 2,1% de las familias estaban por debajo del umbral de pobreza. El 3,5% de los menores de 18 años y el 1,4% de los habitantes de 65 años o más vivían por debajo del umbral de pobreza.

## Geografía
Según la Oficina del Censo de los Estados Unidos, Madison tiene un área total de 35,5 km² de los cuales 34,9 km² corresponden a tierra firme y 0,6 km² a agua. El porcentaje total de superficie con agua es 1,61%.